# Erza Wikipédia
Az erza Wikipédia a Wikipédia projekt erza nyelvű  változata, szabadon szerkeszthető internetes enciklopédia. A wiki-inkubátorban 2007 júliusában kezdődött az előkészítő munka, bár korábban is történt kísérlet létrehozására. A nyelvi bizottság 2008. február 19-én hagyta jóvá, és 2008. május 26-án, a moksa Wikipédiával egyszerre indult.
2012. február 1-jén 1508 szócikket tartalmazott, ezzel a 203. helyen állt a wikipédiák szócikkszám szerinti rangsorában.
Az erza Wikipédiának 4 adminja, 14 014 felhasználója van, melyből 19 fő az aktív szerkesztő. A lapok száma (beleértve a szócikkeket, vitalapokat, allapokat és egyéb lapokat is) 30 793, a szerkesztések száma pedig 151 791.

## Mérföldkövek
- 2008. május 26. - elindul az oldal
- Jelenlegi szócikkek száma: 7 870